# Thyroptera devivoi
Thyroptera devivoi é uma espécie de morcego da família Thyropteridae. Pode ser encontrada no Brasil (Cerrado do Piauí e Tocantins) e Guiana (Savana de Rupununi).